# Adine Masson
Françoise Adine Masson var en fransk kvinnlig tennisspelare som var aktiv åren kring sekelskiftet 1900.
Masson blev den första kvinnliga tennisspelaren som vann singeltiteln i de Franska mästerskapen i tennis. Turneringen, som hölls på grusbaneanläggningen på Ile de Puteaux (en Seine-ö i Paris), spelades som en endagarstävling för franska spelare och utlänningar som var medlem i någon av de franska klubbarna. Turneringen var från början öppen bara för manliga spelare (från starten 1891) och kvinnor fick delta först från 1897. Masson nådde finalen i denna första turnering där kvinnor deltog. Hon mötte där P. Girod som hon besegrade med 6-3, 6-1. Masson vann också 1898 och 1899 (finalmotståndare ej känt, sannolikt walk over?). 
Adine Masson fortsatte att spela tennis på hög nivå också efter sekelskiftet. Hon vann finalen i mästerskapen både 1902 och 1903 genom finalsegrar över P. Girod (1902) och Kate Gillou Fenwick (1903, 6-0, 6-8, 6-0). Masson lyckades inte försvara sin titel det följande året (1904), då hon förlorade finalen mot Kate Gillou Fenwick. 

## Grand Slam-titlar
- Franska mästerskapen
  - Singel - 1897, 1898, 1899, 1902, 1903 (slutna nationella mästerskap)